# Rebuild.fm
『Rebuild.fm』(リビルドエフエム)は、2013年2月から配信されているIT技術、ガジェットについてのポッドキャスト番組。正式なタイトルは『Rebuild』(リビルド)であり、『Rebuild.fm』はドメイン名とハッシュタグに使用されているのみである。
公式サイトの他にiTunes Storeでも無料配信されている。MCは宮川達彦。

## 概要
海外のテック系ポッドキャストを愛聴していた宮川達彦が、日本で同様のポッドキャストが存在しないことから、自分でもできるのではないかと思ったことがきっかけで開始された。
MCの宮川が1〜2名のゲストを迎えてトークを行うのが通例で、ゲストの大半はソフトウェア開発に携る人物である。
更新頻度が一定でない時期もあったが、2014年頃からはほぼ週1回のペースで収録が行われている。
バイリンガルニュースで扱われた記事に時々触れることも有り、宮川達彦、hak、Nがゲストとして出演したこともある。Bilingual Newsの二人もRebuild.fmを聴いており、Rebuild.fmにゲスト出演したことがある。

## 特徴
収録内容のライブストリーミングを行っており、リスナーの反応をTwitterやYouTubeからリアルタイムで受け取って紹介することもある。
1時間程度の本編に続けて30分程度のアフターショウを収録し、1回の収録を2エピソードに分けて公開する方式を第45回から導入していたが、現在は一体化している。
分割するとタイトルを2回分つけなければならず手間であることに加え、チャプター機能の浸透により分ける必要がなくなったことが理由とのこと。
公式サイトに音声認識で文字に変換されたトークの検索機能がある。

### 英語回
普段は、日本語での放送だが、海外の開発者をゲストに呼んで、すべて英語で放送する回がある。
第53回
ゲスト ザカリー・スコット
第58回
ゲスト アーロン・パターソン
第77回
ゲスト リカルド・シーニュ
第78回
ゲスト ラリー・ウォール
第271回
ゲスト 唐鳳（オードリー・タン）

## 出演者

### 主なゲスト出演者
伊藤直也(Naoya Ito・naoya)
元はてな、GREE。Kaizen Platform, Inc.技術顧問。鮨おじさん。毎回、番組用にきちっとネタを仕込んでくる。Docker、React、Elixirや、CTOや技術顧問などエモい話もお手の物。アフターショウでは、ゲームとアニメの話に花を咲かせる。
廣島直己(Naoki Hiroshima・N)
元Google。当番組のご意見番。Twitterで1文字アカウント(@N)を持つ。将棋に一家言持っており、電王戦について、度々意見を述べている。番組内の3バカトリオの一角。実は隠れファンが一番多い。Apple製品を愛用している。
奥井一穂(Kazuho Okui・Naan)
元Six Apart。熱心なApple信者で、Appleの新製品が出た際は、度々番組内でレビューを行っている。番組内の3バカトリオの一人。
松田白朗(Hakuro Matsuda・hak)
元セガ、Microsoft、Apple。現Google。独特な語り口で親父ギャグを放つなど番組内でも異色な存在。チップマニアであり、新製品が発表された際は、その知識を元に蕎麦や寿司に例えながら解説するなど与太話を担当。次世代ゲーム機にも詳しい。エナジードリンクを愛飲する。
まつもとゆきひろ(Yukihiro Matsumoto・matz)
プログラミング言語Rubyの開発者。Rubyの新機能などを語ると共に、言語設計者の立場から他の言語への意見を述べる。
村瀬大輔(Daisuke Murase・typester)
ゆったりした口調が特徴で、MCの宮川達彦の口調もそれに合わせてゆったりし、癒し系の番組になる。
森田創(Hajime Morita・omo)
Google所属。Chromeの開発に携わっていた。GoogleやChromeの内容について語る。
吉松史彰(Fumiaki Yoshimatsu・fumiakiy)
元Six Apart、元Amazon Services。hakの話に影響を受けて与太話をすることも。
青木剛一（Kohichi Aoki・drikin）
サンフランシスコ在住、ソフトウェアエンジニア兼YouTuber。Podcast「backspace.fm」のパーソナリティも務めている。